# Digital Cinema Package
Digital Cinema Package (DCP) je soubor složek, které obsahují obrazová, zvuková a další data (například metadata nebo titulky) k filmu. Jedná se o standardizovaný způsob distribuce digitálních filmů pro kina, který s postupným přechodem na digitální video nahradil dříve používanou distribuci za použití filmových pásů.
Existují dvě verze Digital Cinema Package, a sice Interop DCP a SMPTE DCP. Verze Interop DCP byla uvedena v roce 2004 a jedná se v podstatě o jednu z původních verzí SMPTE DCP, která byla zamýšlena pouze jako dočasné řešení při přechodu na digitální film. Nebyla nikdy formálně standardizována, avšak až do současnosti je používanější, zejména díky kompatibilitě s většinou techniky, kterou kina disponují. Verze SMPTE DCP byla uvedena v roce 2009 a staví na základech verze Interop DCP, na rozdíl od ní je standardizována asociací SMPTE. Do budoucna je snahou nahradit postupně verzi Interop DCP verzí SMPTE DCP, ale tento přechod je složitý, zejména kvůli celosvětovému rozšíření verze Interop DCP a také kvůli zpětné nekompatibilitě verze SMPTE DCP s předchozí verzí.
Metadata jsou uložena ve formátu XML, obrazová a zvuková data pak v MXF kontejnerech. Obrazová data jsou komprimovaná s přenosovou rychlostí až 250 Mbit/s pomocí standardu JPEG 2000, který komprimuje každý snímek jednotlivě a nezávisle na okolních (intraframe komprese) a je použit barevný prostor XYZ. Složka se zvukovými daty obsahuje nekomprimovaná data převedená na digitální pomocí lineární pulzně kódové modulace (PCM). Bitová hloubka je 24 bitů, vzorkovací frekvence je většinou 48 KHz, ale může být i 96 KHz. Data jsou uložena ve formátu WAV.
Možností distribuce Digital Cinema Package do kin je několik. Původní variantou je použití pevného disku, který musí být pro zajištění plné kompatibility naformátovaný na formát ext2. Je možné použít formát ext3 nebo NTFS, ale hrozí, že některá kina nebudou schopna film přehrát. Novější možností je doručení skrze satelit či vysokorychlostní internet, které jako jediné uznává například Marché du Film, filmový veletrh konaný souběžně s Filmovým festivalem v Cannes.